# 席爾達市民
席爾達市民（德語：Schildbürger）指的是德國虛構的蠢人之城席爾達（不是現實中的席爾達）的居民。相關的笑話來自德國小書的傳統，並對應至英語圈傳統的高譚村的智者。

## 背景
席爾達的市民，也就是德國蠢人之城席爾達（虛構的，不是現實中的席爾達）的居民，常出現在人稱「席爾達市民的胡鬧」（德語：Schildbürgerstreiche）的短篇中。席爾達的市民跟搗蛋鬼提爾的故事並列為德國文學中最知名的胡鬧故事。
目前席爾達市民最早已知的版本於1597年在斯特拉斯堡以《來崙之書》（Lalenbuch）的標題印製出版，其中城鎮的名稱叫來崙堡（Laleburg）而其居名稱做來崙人（Lalen）而在1598年印刷出版的第二版中，標題改為《席爾達市民》。（德語：Die Schiltbürger）
原始系列的作者不明，一個可能的作者是希尔道當地的居民弗里德里希·馮·荀貝格。（Friedrich von Schönberg，1543年—1614年）
此書第一版以匿名出版，其標題頁的作者是字母集的子集。
此外此書使用的參考資料包含了格奧爾格·維克拉姆於1555年所作的《板車小冊》（德語：Rollwagenbüchlein）、雅各·弗雷（Jacob Frey）於1557年所作的《花園公司》（德語：Gartengesellschaft）、麥可·林德納（Michael Lindener）於1558年所作的《葛其玻里》（Katzipori）、瓦倫丁·舒曼（Valentin Schuhmann）於1559年所作的《夜之小冊》（德語：Nachtbüchlein）、及1566年出版的《齊默恩家族編年史》等等。一個與之相關或衍生的作品是1603年的《蟋蟀經銷商》（德語：Grillenvertreiber）。
2010年版的《中世紀編年百科》包含了一個關於假想的「席爾達市民的歷史或編年史」（Chronica sive Historia de populo Schildorum）的虛構記項。
尤利烏斯·馮·沃斯在1823年寫了一部滑稽小說，名曰《席爾達市民：一部滑稽小說》（德語：Die Schildbürger: ein komischer Roman）

## 註解
1. ↑  標題頁提到說：「…由Aabcdefghiklmnopqrstuwxyz從羅多威爾斯語翻譯成德語。由於字母太多之故，因此將冗餘的字母去除，並將之進行重排，就能找到作者的名字。」
德語原文：「[...] auß Rotwelscher in Deutsche Sprach gesetzt / Durch: Aabcdefghiklmnopqrstuwxyz. Die Buchstaben so zu viel sindt/ Nimb auß & wirf hinweg sie geschwindt /Und was dir bleibt / setz rechtzusammen: So hastu deß Autors Namen.」

### 參照
1. ↑  Lalenbuch [ Lalebuch, Das,, Das] （页面存档备份，存于）, The Oxford Companion to German Literature 3 ed.
2. ↑  Ruth von Bernuth, How the Wise Men Got to Chelm: The Life and Times of a Yiddish Folk Tradition, p. 60 （页面存档备份，存于）
3. ↑  Wunderlich (1982: 660f.)

### 相關書目
- Ertz, Stefan (ed.): Das Lalebuch (1971).

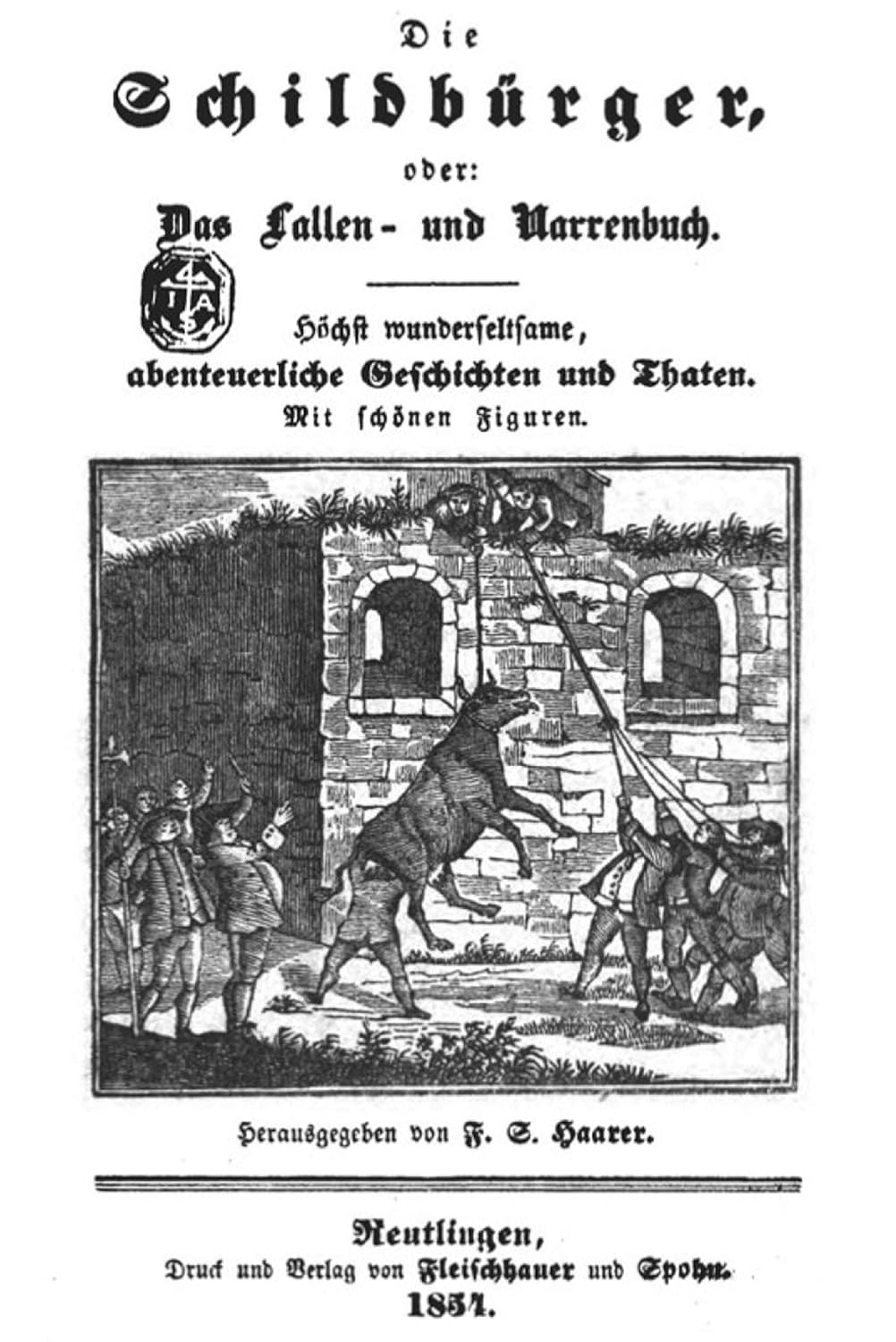
1854年版《席爾達市民》的標題頁，
其中的插畫顯示了席爾達的市民想要餵馬吃屋頂的草並如何進行的故事。

- Kraft, Ruth (ed.): Das Schildbürgerbuch von 1598 (1985).
- Simrock, Karl: Die Schildbürger (2000).
- Wunderlich, Werner (ed.): Das Lalebuch (1982).